# Mara Park
Mara Park är en park i Kanada.   Den ligger i provinsen British Columbia, i den södra delen av landet, 3 200 km väster om huvudstaden Ottawa. Mara Park ligger 353 meter över havet.
Terrängen runt Mara Park är kuperad åt nordväst, men åt sydost är den bergig. Mara Park ligger nere i en dal. Närmaste större samhälle är Salmon Arm, 16,5 km väster om Mara Park.
I omgivningarna runt Mara Park växer i huvudsak barrskog. Runt Mara Park är det mycket glesbefolkat, med 2 invånare per kvadratkilometer.